# Thierry Heckendorn

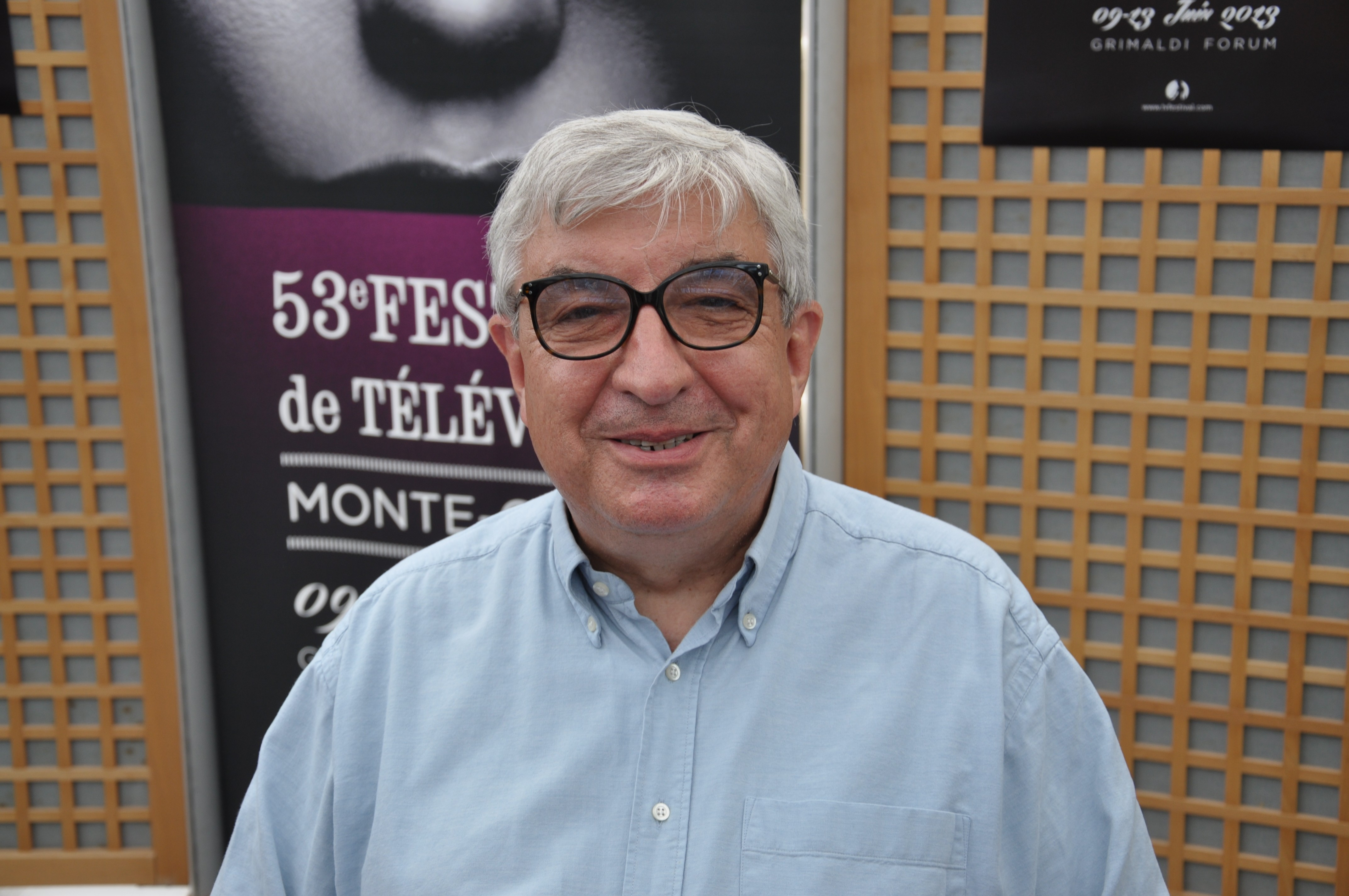
Thierry Heckendorn (2013)

Thierry Heckendorn (* 6. November 1952 in Metz, Frankreich) ist ein französischer Schauspieler.

## Leben
Thierry Heckendorn ist ein seit Anfang 1990 beim französischen Film tätiger Schauspieler. Während er in vereinzelten Kinoproduktionen wie Nelly & Monsieur Arnaud und Kid Power – Die Nervensägen! kleinere Rollen übernahm, war in mehreren Fernsehfilmen, wie Alle lieben Julie und Julie ist die Größte, zu sehen. Großen Erfolg hat er seit 2006 als André in der Fernsehserie Camping paradis.

## Filmografie (Auswahl)
- 1994: Alle lieben Julie (Une nounou pas comme les autres)
- 1995: Julie ist die Größte (Une nana pas comme les autres)
- 1995: Nelly & Monsieur Arnaud
- 2001: Nestor Burmas Abenteuer in Paris (Nestor Burma, Fernsehserie, eine Folge)
- seit 2006: Camping paradis (Fernsehserie)
- 2007: Kid Power – Die Nervensägen! (Demandez la permission aux enfants)